# D-reizen
D-reizen is een Nederlandse reisorganisatie met 78 reisbureaus en een hoofdkantoor in 's-Hertogenbosch, Noord-Brabant. D-reizen verkoopt vakantiereizen van diverse touroperators en haar eigen label D-holidays in zijn reisbureaus en via de eigen website.

## Geschiedenis

### Ontstaan
In 1965 ging Dirk van den Broek een samenwerking aan met een in Limburg gevestigde touroperator die een vakantieproject in Italië exploreerde. Samen werd een spaaractie opgezet.
Aan de Kinkerstraat in Amsterdam-West werden in de supermarkt van Van den Broek voor het eerst reizen verkocht. Klanten van de supermarkt konden kassabonnen sparen en bij inlevering van 100 gulden aan bonnen kon men voor 97,50 gulden een 10-daagse vakantie naar het dorpje Murialdo in Italië boeken, inclusief busreis en verblijf op basis van logies en ontbijt. Reizigers verbleven in een klooster waar men in een slaapzaal op ijzeren stapelbedden sliep. Voor echtparen was er een couchette; een stapelbed in een apart kamertje.

### D-Tours
Na een jaar nam Van den Broek de Limburgse touroperator over, waardoor in 1966 het eerste Dirk van den Broek-reisbureau ontstond onder de naam D-Tours. Het eerste reisbureau was gevestigd aan de Bilderdijkstraat 136 in Amsterdam-West. Later werden er ook bureaus geopend in de omgeving van Eindhoven, Haarlem, Rotterdam en Utrecht. D-Tours verkocht diverse bus-, boot- en vliegreizen. Via ANVR-agenten en in eigen reisbureaus werden de vakanties aangeboden.
Vanaf 1967 bood D-tours één keer per week een Alitalia-vlucht aan naar Murialdo, van Schiphol naar Verona. Vanaf 1969 werd het aanbod uitgebreid naar bestemmingen buiten Murialdo. Onder andere de Spaanse Costa Brava en de Costa Daurada werden aan het assortiment toegevoegd, maar ook Oostenrijk en Duitsland.

### D-reizen
In 1982 stootte D-tours de touroperatoractiviteiten af en concentreerde zich op de keten van reisbureaus. In 1983 werd er definitief gekozen voor een full-service reisbureau: D-reizen Vakantiewinkels. Het aantal reisbureaus nam in de loop der jaren steeds verder toe. Na de overname van 81 Globe-reisbureaus in 2013 had D-reizen 270 bureaus.

### Veranderingen
Dirk van den Broek verkocht het bedrijfsonderdeel D-reizen in 2014. Het ging met VakantieXperts en de Thomas Cook Travel Shops deel uitmaken van de D-rt Groep B.V. De D-rt Groep werd met deze fusie onderdeel van RT/Raiffeisen Touristik Group GmbH, een Duitse reisorganisatie, die behalve in Nederland ook actief is in Duitsland, Oostenrijk en Luxemburg met in totaal ongeveer 7.500 reisbureaus. Sinds deze fusie zijn er nog diverse zelfstandige reisbureaus overgenomen, waardoor het netwerk van verkooppunten verder werd uitgebreid. Eind 2019 beschikte de D-rt Groep over ongeveer 450 reisbureaus, waarvan er 230 D-reizen-vestigingen waren, met meer dan 1.000 medewerkers.

### Teloorgang
Op 20 april 2020 werd Don Kaspers, de toenmalige CEO, vervangen door Jan Henne De Dijn, die eerder bij de D-rt Groep werkte als Chief Restructuring Officer. Later dat jaar, op 23 december 2020, werd bekendgemaakt dat Henne De Dijn en Bebr-eigenaar Marije Haeck overeenstemming hadden bereikt met de Duitse eigenaar RT over de verkoop van de D-rt Groep. Hiermee kwam het bedrijf weer in Nederlandse handen.
Door de effecten van de coronapandemie in de reisbranche raakte D-rt Groep in moeilijkheden. Zo kwam duidelijkheid over een voucher-fonds te laat. Op 6 april 2021 werd de D-rt Groep failliet verklaard. De merknaam D-reizen werd vlak voor het faillissement overgeheveld naar een privéonderneming van de directeuren. Hierdoor was mogelijk sprake van paulianeus handelen, wat ervoor zorgde dat de curator een onderzoek in zou stellen. Daarnaast werden de gesprekken met overnamekandidaten wel voortgezet. 

### Doorstart
Op 19 mei 2021 werd bekend dat Prijsvrij Vakanties voornemens was om met een nog onbekend aantal reisbureaus van D-reizen een doorstart te maken. In juni 2021 werd aangegeven dat de doorstart definitief was en dat Prijsvrij met ongeveer 100 tot 150 filialen verder zou gaan. Op 1 juli 2021 werden de eerste 50 D-reizenfilialen heropend en kwam ook de website weer terug online.

### Onderzoek Consumentenbond
In maart 2023 publiceerde de Consumentenbond een onderzoek naar misleidende reisaanbiedingen van twaalf reisorganisaties. Daarbij bleek dat D-reizen in 84% van de gevallen duurder is dan de prijs waarvoor wordt geadverteerd, omdat allerlei onvermijdelijke kosten (die in de aanbiedingsprijs moeten zitten) pas tijdens het boekingsproces tevoorschijn komen. Daarmee scoorde D-reizen als één-na-slechtste van de twaalf onderzochte aanbieders. De Consumentenbond sprak van "grootschalige prijsmisleiding" en startte een procedure tegen D-reizen bij de Reclame Code Commissie. In een reactie liet D-reizen weten dat het voornamelijk de vliegtarieven zijn, die zeer snel kunnen wijzigen, die maken dat een reis duurder, maar ook goedkoper, kan uitvallen. Ook zou de Consumentenbond geweigerd hebben de concrete onderzoeksbevindingen met D-reizen te delen.